# Enzo Jannacci

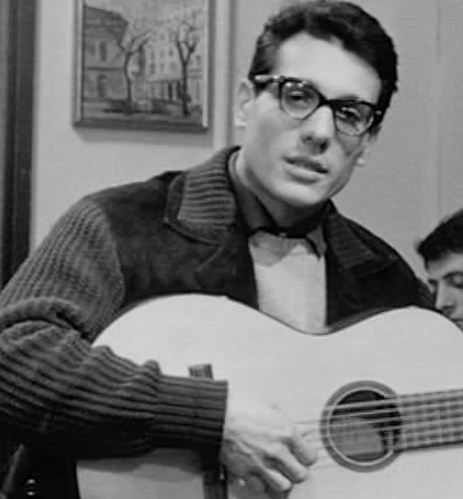
Jannacci w filmie La vita agra (1964)

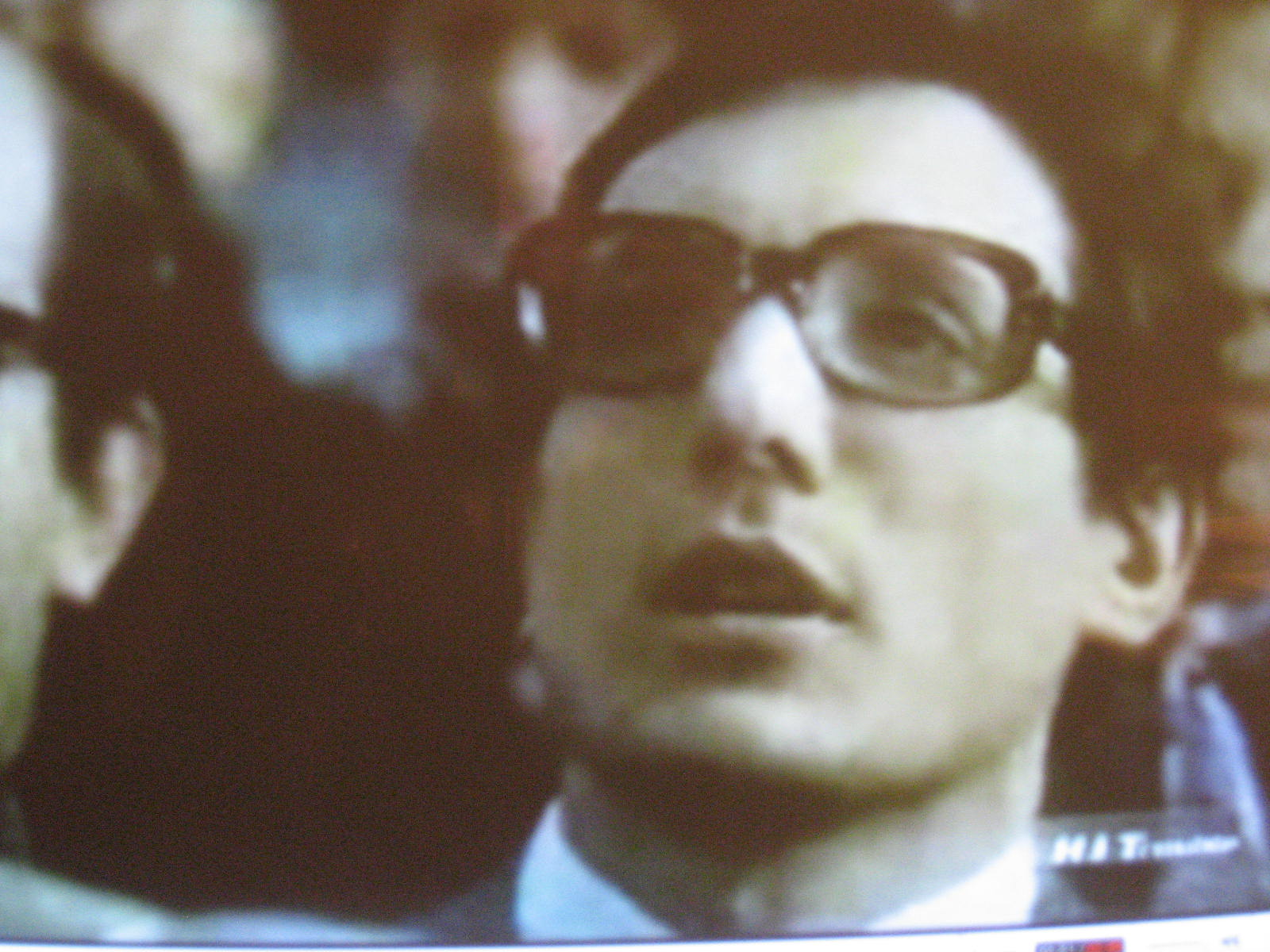
Jannacci w filmie Audiencja (1971)

Enzo Jannacci (ur. jako Vincenzo Jannacci 3 czerwca 1935 w Mediolanie, zm. 29 marca 2013 tamże) – włoski piosenkarz i kompozytor, przedstawiciel piosenki autorskiej. Jeden z prekursorów rock and rolla we Włoszech. Znany także jako lekarz-kardiochirurg, który to zawód wykonywał aż do emerytury.

## Życiorys

### Lata 50. i 60.
Ojciec Vincenzo Jannacciego, Giuseppe, był z pochodzenia Apulijczykiem, choć urodził się już w Mediolanie; matka natomiast była rodowitą Lombardką. Vincenzo uczył się w Liceo Moreschi o profilu klasycznym, zdając w 1954 roku maturę. Podczas nauki spotkał Giorgio Gabera, również przyszłego piosenkarza. Studiował następnie medycynę na Uniwersytecie w Mediolanie, uzyskując dyplom chirurga oraz, równolegle, w konserwatorium zdobywając dyplom w klasie fortepianu, harmonii, kompozycji i dyrygentury. Jego wykładowcą był Gian Luigi Centemeri, nauczyciel takich mistrzów instrumentacji jak Giampiero Boneschi i Pino Calvi.
Zadebiutował w latach 50. jako pianista jazzowy, grając z takimi muzykami jak Gerry Mulligan, Chet Baker, Stan Getz i ucząc się od nich techniki pianistycznej. W tym samym czasie rozpoczął występy w salach kabaretowych jako komik i showman. W 1954 roku zaczął wspólnie występować z Giorgio Gaberem, a w 1956 został pianistą w zespole Rocky Mountains, występującym w klubach Taverna Mexico, Aretusa i Santa Tecla, centrum rock and rolla; wokalistą zespołu był Tony Dallara.
Pod koniec 1956 roku opuścil Rocky Mountains, by rozpocząć występy z młodym Adriano Celentano. 18 maja 1957 roku w Palazzo del Ghiaccio w Mediolanie odbył się pierwszy we Włoszech koncert rock and rollowy. Piosenkę „Ciao ti dirò” zaśpiewał wówczas Adriano Celentano, a akompaniował mu zespół Rock Boys, w którego składzie był grający na gitarze Jannacci (pozostali członkowie zespołu to: Luigi Tenco – saksofon, Giorgio Gaber – gitara, Gianfranco Reverberi – fortepian i Nando de Luca – perkusja).
Pod koniec 1958 roku utworzył z Giorgio Gaberem duet I Due Corsari, który działał do roku 1960. Zespół wydał szereg singli „Non occupatemi il telefono”/„Come facette mammeta”, „24 ore”/„Stella”, „Birra”/„Perché non con me”, „Corsari scozzes”i/„Una fiaba”, „Tintarella di luna”/„Zitto prego”, „Teddy girl”/„Dormi piccino”, „Una fetta di limone”/Il cane e la stella”, wydanych później na albumie Giorgio Gaber - Enzo Jannacci, wznowionym następnie pod tytułem Giorgio Gaber ed Enzo Jannacci.
W tym samym czasie rozpoczął karierę solową, ujawniając unikalną osobowość w piosenkach będących mieszanką rock and rolla i mediolańskiego folkloru miejskiego. Przedstawiał w nich życie i charakterystyczne postacie z miejskich przedmieść, często przy użyciu lokalnego dialektu („El portava i scarp del tennis”). W 1962 roku wziął udział w teatralnym pokazie Milanin Milanon z Milly i Tino Carraro. W 1963 roku towarzyszył Sergio Endrigo w jego tournée, a wytwórnia Ricordi wydała zbiór singli Le Canzoni di Enzo Jannacci. W tym samym okresie poznał Dario Fo, który napisał dla niego spektakl 22 Canzoni; piosenki z tego przedstawienia wydano na albumach koncertowych In Teatro i La Milano di Enzo Jannacci (oba z 1964 roku). Album Sei minuti all'alba wyszedł w roku 1966. W 1967 roku Jannacci wydał kolejny udany album Vengo anch'io, no tu no!, którego tytułowy utwór znalazł się na czele włoskiej listy przebojów w roku następnym. Płyta zawierała kolejną z najbardziej znanych piosenek Jannacciego „Ho visto un re”, która została ocenzurowana przez włoską telewizję ze względu na treść polityczną. 
23 listopada 1967 roku ożenił się z Giulianą Orefice; 5 września 1972 roku urodził się im syn Paolo, który podobnie jak ojciec, skończył konserwatorium z dyplomem.

### Lata 70.
W 1970 roku odniósł sukces piosenką „Mexico e nuvole”, napisaną przez niedawno poznanego Paolo Conte. W pierwszej połowie lat 70. nie tylko wydawał albumy (La mia gente, 1970, Jannacci Enzo, 1972), ale także skomponował ścieżkę dźwiękową do filmów Mario Monicelliego Romans jakich wiele (1974, w tym piosenkę „Vincenzina e la fabbrica”) oraz Liny Wertmüller w Pasqualino Settebellezze, za który otrzymał nominację do Oscara; sam wystąpił w filmie Marca Ferreri Audiencja. W międzyczasie przeprowadził się na pewien czas do RPA i Stanów Zjednoczonych, gdzie specjalizował się w kardiochirurgii pod okiem Christiaana Barnarda. W II połowie lat. 70. podtrzymał swoją popularność kolejnymi przebojami: „Quelli che” (1975), „O vivere o ridere” (1976), „Secondo te ... che gusto c'è ? (1977), i Foto ricordo (1979). W 1977 roku największa włoska wokalistka, Mina, wydała album składający się w całości z utworów Jannacciego, zatytułowany Mina quasi Jannacci, a w 1980 w jej ślady poszła Milva wydając album Milva la Rossa.

### Lata 80.
W latach 80. nadal wydawał albumy (Ci vuole orecchio, Nuove Registrazioni, E Allora ... concerto (1981), Discogreve i Ja-Ga Brothers (oba z 1983, ten ostatni z Giorgio Gaberem), L'importante (1985) i Parlare con i limoni (1987), częściej też występował w telewizji (Gran simpático, 1983). W 1989 roku zadebiutował na Festiwalu w San Remo z piosenką „Lo dicevi prima” oraz wydał album koncertowy 30 anni senza andare fuori tempo, nagrany z okazji 30-lecia kariery solowej.

### Lata 90.
W 1991 roku wystąpił z Giorgio Gaberem w nowej adaptacji sztuki teatralnej Samuela Becketta Czekając na Godota. W latach 90. trzykrotnie uczestniczył w Festiwalu w San Remo: 
- w 1991 roku z piosenką „La fotografia”, zaśpiewaną w parze z Ute Lemper; piosenka otrzymała nagrodę krytyki muzycznej (Premio della Critica Musicale)[2],
- w 1994 z piosenką „I soliti accordi”, zaśpiewana w duecie z Paolo Rossim[4],
- w 1998 z piosenką „Quando un musicista ride”, za którą otrzymał nagrodę krytyki w kategorii: najlepszy tekst i która stała się siłą napędową albumu kompilacyjnego noszącego ten sam, co ona, tytuł. Artysta zawarł na nim swoje najlepsze przeboje, zaaranżowane wspólnie z synem Paolo, w tym trzy nie wydane wcześniej nagrania zrealizowane w duecie Dario Fo[1].

W 1999 roku wystąpił w spektaklu teatralnym È stato tutto inutile.

### XXI wiek
W 2001 roku wydał pierwszy od siedmiu lat album studyjny: Come gli aeroplani, dedykowany ojcu, zawierający 17 nagrań, z których niemal wszystkie były nagraniami premierowymi. W lutym 2003 roku wydał album L'uomo a metà, którego współproducentami i współautorami byli jego syn Paolo i Mauro Pagani. W 2004 wyszedł jego kolejny album, Milano 03.06.2005, na którym znalazły się nowe wersje jego najbardziej znanych piosenek w dialekcie mediolańskim. Wydany w 2006 roku podwójny album The Best of Enzo Jannacci, zawierał 35 utworów, w tym nową wersję piosenki „Bartali”, nagraną w duecie z Paolo Conte. 21 listopada 2008 roku ukazał się album DVD The best. Concerto vita miracoli. W latach 2010–2011 artysta wystąpił w show telewizyjnym Zelig, emitowanym przez Canale 5. 19 grudnia 2011 roku Fabio Fazio poprowadził dedykowany Jannacciemu program Che tempo che fa, w którym wystąpili tacy artyści jak: Dario Fo, Ornella Vanoni, Cochi e Renato, Paolo Rossi, Teo Teocoli, Roberto Vecchioni, Massimo Boldi, Antonio Albanese, J-Ax i Irene Grandi. Sam Jannacci pojawił się pod koniec programu śpiewając dwie piosenki.
29 marca 2013 roku zmarł na raka w klinice Columbus. W tym samym roku ukazał się jego pośmiertny album L’artista, zawierający singiel „Desolato”.

## Dyskografia
W ciągu swej kariery artystycznej Enzo Jannacci nagrał 29 albumów, w tym 1 z Giorgio Gaberem

### Albumy
- 1964 – La Milano di Enzo Jannacci
- 1964 – Enzo Jannacci in teatro - dallo spettacolo "22 Canzoni" A cura di Dario Fo
- 1966 – Sei minuti all'alba
- 1968 – Vengo anch'io, no tu no
- 1969 – Enzo Jannacci
- 1970 – La mia gente
- 1971 – Enzo Jannacci
- 1972 – Jannacci Enzo
- 1973 – Milanin Milanon (Tino Carraro, Milly, Enzo Jannacci, Sandra Mantovani, Anna Nogara)
- 1975 – Quelli che...
- 1976 – O vivere o ridere
- 1977 – Secondo te...che gusto c'è?
- 1979 – Foto ricordo
- 1980 – Ci vuole orecchio
- 1981 – E allora...concerto
- 1983 – Discogreve
- 1985 – L'importante
- 1987 – Parlare con i limoni
- 1989 – 30 anni senza andare fuori tempo
- 1991 – Guarda la fotografia
- 1994 – I soliti accordi
- 1996 – 30 anni senza andare fuori tempo
- 1996 – L'armando
- 2001 – Come gli aeroplani
- 2003 – L'uomo a metà
- 2004 – Milano 3.6.2005
- 2008 – The Best Dvd - Concerto Vita Miracoli
- 2013 – L'artista
- rok nieznany – Giorgio Gaber - Enzo Jannacci